# محمد راكان
محمد راكان بدر ، من مواليد 26 مايو 1986 ، لاعب كرة قدم كويتي.
وقد كان يلعب مع نادي الصليبيخات في فرق الناشئين، وبعدها انتقل إلى نادي القادسية الكويتي، وفي موسم 2006/2007 تم تصعيده إلى الفريق الأول ولعب مباراة واحدة مع الفريق في مباراة تحديد المركزين الثالث والرابع في كأس ولي العهد أمام نادي التضامن الكويتي، وقد سجل هدف فيها، وفي موسم 2007/2008 أعير إلى نادي الصليبيخات، وفي يوم 2 يوليو 2008 أعلن نادي القادسية عن إعارته إلى نادي الفحيحيل في موسم 2008/2009 ، وقد جدد نادي القادسية إعارته إلى نادي الفحيحيل في 14 أغسطس 2009 لموسم 2009/2010.